# Suwannapat Kingkkaew
Suwannapat Kingkkaew (tiếng Thái: สุวรรณภัทร์ กิ่งแก้ว, sinh ngày 10 tháng 6 năm 1994) là một cầu thủ bóng đá người Thái Lan thi đấu ở vị trí hậu vệ cho câu lạc bộ ở Thai League 2 Chiangmai.

## Sự nghiệp quốc tế
Năm 2016, Suwannapat được chọn vào đội hình U-23 Thái Lan cho Giải vô địch bóng đá U-23 châu Á 2016 ở Qatar.

## Danh hiệu

### Câu lạc bộ
Bangkok Glass
- Cúp Hiệp hội Bóng đá Thái Lan (1): 2014

### Quốc tế
U-19 Thái Lan
- Giải vô địch bóng đá U-19 Đông Nam Á (1): 2011